# Androméda (keresztnév)
Az Androméda görög mitológiabeli női név, a Perszeusz által megmentett királylány neve, akit Pallasz Athéné a csillagok közé emelt.

## Gyakorisága
Az újszülötteknek adott nevek körében az 1990-es években egyedi névként fordult elő. A 2000-es és a 2010-es években sem szerepelt a 100 leggyakrabban adott női név között.
A teljes népességre vonatkozóan az Androméda sem a 2000-es, sem a 2010-es években nem szerepelt a 100 leggyakrabban viselt női név között.

## Névnapok
- február 4.[2]

## Híres Andromédák
- Androméda görög mitológiai alak

## Egyéb Andromédák
- Androméda-galaxis
- Andromeda csillagkép